# Tuoppi
Tuoppi, auchi tooppi, touppi, war ein finnisches Volumenmaß für Flüssigkeiten und kann als Trinkgefäß, wie Maß, Krug Schoppen, Kanne, Becher verstanden werden. Im Mittelalter war es im Ostseeraum verbreitet. Später wurde das Grundmaß durch das Maß  Kannu (etwa 2,62 Liter) ersetzt. Korttelia selbst steht es auch für ein Viertel und ist gleichzeitig auch ein Längenmaß und hier dann die Viertelelle mit etwa 14,845 Zentimeter.
- 1 Tuoppi = 4 Kortteli etwa 13 Liter